# Viltrox
Viltrox (Shenzhen Jueying Technology Co., Ltd.), és un fabricant xinès d'objectius i accessoris fotogràfics. La marca és propietat de YC Technology (HK) Co.
La seu central i la producció es troben a Shenzhen, Xina.
L'empresa dona treball a entre 51 i 100 persones i genera uns ingressos anuals d'entre 5 i 10 milions de dòlars, segons dades de l'empresa del mercat majorista en línia, Alibaba. La fàbrica de Shenzhen de JYC Technology també fabrica productes Weeylite, una marca de Viltrox que s'encarrega dels productes d'il·luminació.

## Història
L'empresa es va fundar el 2009 a Shenzhen, i al principi només fabricaven i venien productes d'il·luminació i accessoris fotogràfics.
No va ser fins al 2018 quan van treure al mercat el seu primer objectiu manual, el MF 85mm f/1.8 amb muntura Fujifilm X.
El 2019, la companyia va presentar el seu primer objectiu d'enfocament automàtic, el AF 85mm f/1.8 STM.
El 2021, l'empresa va llançar al mercat la seva gamma d'òptiques de cine, amb tres focals diferents, 23mm , 33mm i 56mm.
El 2022, a petició expressa de Canon, Viltrox va treure del mercat l'objectiu AF 85mm f/1.8 amb muntura Canon RF, ja que Canon no permet a altres empreses fabricar objectius amb enfocament automàtic per a la muntura RF.
Com va dir Canon a Photolari (medi especialitzat en fotografia i vídeo), aquest tipus de productes infringeixen els drets de patent i models d'ús, i en conseqüència, va enviar una advertència per escrit a Viltrox, a fi que atures totes les accions que infringien els drets de propietat intel·lectual de Canon.
El 2022, Viltrox va treure al mercat una edició limitada de 500 unitats en blanc i en vermell de tres objectius per a muntura Fujifilm X, el 23mm, el 33mm i el 56mm.
El 2023, l'empresa va llançar al mercat la seva gamma d'òptiques de cine anamòrfiques, amb tres focals diferents, 35mm, 50mm i 75mm.

## Sigles
Igual que tots els altres fabricants d'objectius, Tamron també usa un conjunt de sigles per a designar aspectes bàsics de cada objectiu, per a indicar des de quina mena de cos és l'ideal per a muntar-ho fins a característiques de fabricació.
- AF: Enfocament automàtic
- Anamorhpic: Objectiu el qual deforma la imatge disminuint-la pels laterals per després estirar-la, a fi d'aconseguir una imatge ultra panoràmica
- MF: Enfocament manual
- STM (Silent Stepping Motor): Motor d'enfocament pas a pas, silenciós (optimitzat per vídeo)

## Objectius

### Objectius fixos per a càmeresAPS-C

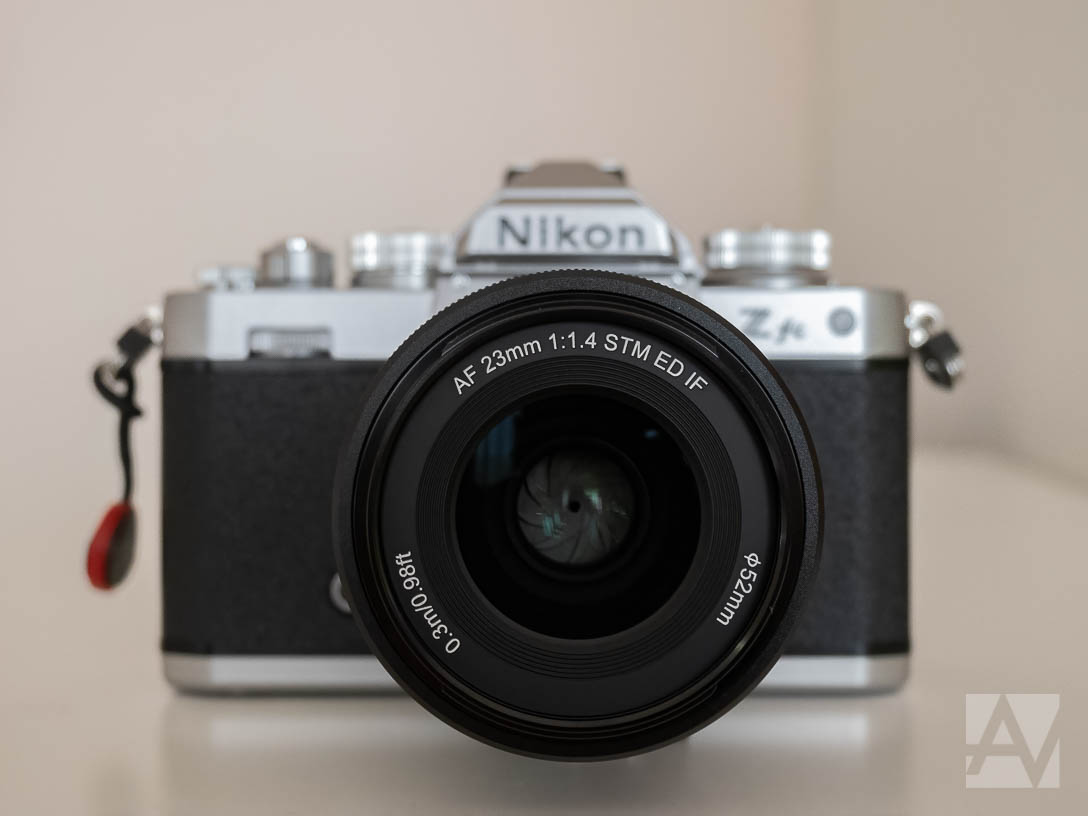
Nikon + Viltrox AF 23mm f/1.4

| Distància focal | Obertura | Any  | Distància mínima d'enfoc | Diametre de filtre | Muntures                   |
| --------------- | -------- | ---- | ------------------------ | ------------------ | -------------------------- |
| 13mm            | 1.4      | 2022 | 0.22m                    | 67mm               | Fuji X, Nikon Z, Sony E    |
| 23mm            | 1.4      | 2020 | 0.30m                    | 52mm               | Canon EF-M, Fuji X, Sony E |
| 33mm            | 1.4      | 2019 | 0.40m                    | 52mm               | Canon EF-M, Fuji X, Sony E |
| 35mm            | 1.7      | 2024 | 0.33m                    | 52mm               | Fuji X, Nikon Z, Sony E    |
| 56mm            | 1.4      | 2020 | 0.60m                    | 52mm               | Canon EF-M, Fuji X, Sony E |
| 75mm            | 1.2      | 2022 | 0.88m                    | 77mm               | Fuji X, Sony E, Nikon Z    |
| 85mm            | 1.8      | 2018 | 0.80m                    | 72mm               | Fuji X, Nikon Z, Sony E    |
| 85mm            | 1.8      | 2020 | 0.80m                    | 72mm               | Fuji X                     |

### Objectius fixos per a càmeresFull Frame
| Distància focal | Obertura | Any  | Distància mínima d'enfoc | Diametre de filtre | Muntures                 |
| --------------- | -------- | ---- | ------------------------ | ------------------ | ------------------------ |
| 16mm            | 1.8      | 2023 | 0.27m                    | 77mm               | Sony FE                  |
| 20mm            | 2.8      | 2023 | 0.19m                    | 52mm               | Nikon Z, Sony FE, Fuji X |
| 20mm            | 1.8      | 2018 | 0.25m                    | 82mm               | Nikon Z, Sony FE         |
| 24mm            | 1.8      | 2021 | 0.30m                    | 55mm               | Nikon Z, Sony FE         |
| 35mm            | 1.8      | 2021 | 0.40m                    | 55mm               | Nikon Z, Sony FE         |
| 50mm            | 1.8      | 2021 | 0.55m                    | 55mm               | Nikon Z, Sony FE         |
| 85mm            | 1.8      | 2019 | 0.80m                    | 72mm               | Nikon Z                  |
| 85mm            | 1.8      | 2020 | 0.80m                    | 72mm               | Nikon Z, Sony FE         |
| 135mm           | 1.8      | 2024 | 0.72m                    | 82mm               | Sony FE                  |

### Objectius cine
| Distància focal | Obertura (T) | Any  | Distància mínima d'enfoc | Diametre de filtre | Muntures                    |
| --------------- | ------------ | ---- | ------------------------ | ------------------ | --------------------------- |
| 20mm            | 2.0          | -    | 0.25m                    | 82mm               | Sony E, Muntura L           |
| 23mm            | 1.5          | 2021 | 0.30m                    | 62mm               | Sony E, Micro Quatre Terços |
| 33mm            | 1.5          | 2021 | 0.40m                    | 62mm               | Sony E, Micro Quatre Terços |
| 35mm            | 2.0          | 2023 | 0.78m                    | 95mm               | Arri PL                     |
| 50mm            | 2.0          | 2023 | 0.78m                    | 95mm               | Arri PL                     |
| 56mm            | 1.5          | 2021 | 0.63m                    | 62mm               | Sony E, Micro Quatre Terços |
| 75mm            | 2.0          | 2023 | 0.99m                    | 95mm               | Arri PL                     |
| 30-300          | 4.0          | 2024 | 1.26m                    | -                  | Arri PL                     |
| 42-420mm        | 5.6          | 2024 | -                        | -                  | Arri LPL                    |

### Altres productes
- C-AF-2XII: És un teleconvertidor per a lents amb muntura EF el qual admet enfocament automàtic i dades EXIF. Augmenta per dos la distància focal de l'objectiu a canvi de perdre dos passos de llum.[28]

Viltrox també disposa en el seu catàleg de diversos adaptadors de muntura, a fi de poder utilitzar objectius d'una muntura en una càmera amb muntura diferent.

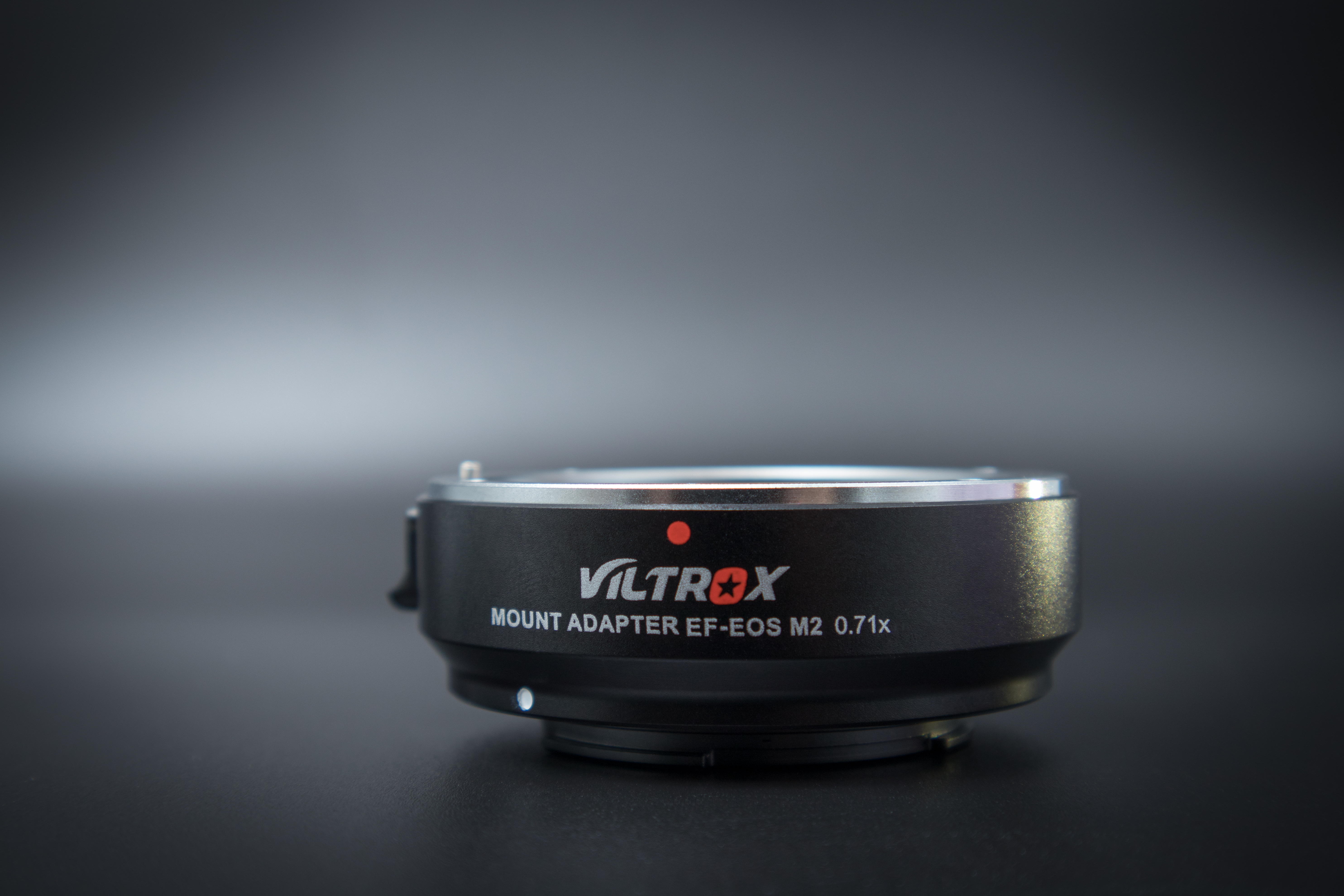
Adaptador de muntura